# Arcyptera kheili
Arcyptera kheili är en insektsart som beskrevs av Azam 1900. Arcyptera kheili ingår i släktet Arcyptera och familjen gräshoppor. Inga underarter finns listade i Catalogue of Life.